# Kamenovo (Petrovac na Mlavi)
Kamenovo (em cirílico:Каменово) é uma vila da Sérvia localizada no município de Petrovac na Mlavi, pertencente ao distrito de Braničevo, na região de Mlava. A sua população era de 1010 habitantes segundo o censo de 2002.

## Demografia
| 1948  | 1953  | 1961  | 1971  | 1981  | 1991  | 2002  |
| ----- | ----- | ----- | ----- | ----- | ----- | ----- |
| 1 612 | 1 628 | 1 587 | 1 555 | 1 411 | 1 227 | 1 010 |